# Крутая Балка (Полтавская область)
Крутая Балка (укр. Крута Балка) — село,
Крутобалковский сельский совет,
Новосанжарский район,
Полтавская область,
Украина.
Код КОАТУУ — 5323481801. Население по переписи 2001 года составляло 847 человек.
Является административным центром Крутобалковского сельского совета, в который, кроме того, входят сёла
Вольная Степь и
Дудкин Гай.

## Географическое положение
Село Крутая Балка находится у истоков реки Кустолово,
ниже по течению на расстоянии в 1,5 км расположено село Стрижевщина.
На реке сделана большая запруда.

## Известные жители и уроженцы
- Деркач, Марина Ефимовна (1907 — ?) — Герой Социалистического Труда.

## Экономика
- Молочно-товарная и птице-товарная фермы.
- «Востокстройгаз», ООО.
- АФ «Злагода».

## Объекты социальной сферы
- Школа.